# Rothenförde
Rothenförde ist ein Ortsteil der Stadt Staßfurt im Salzlandkreis in Sachsen-Anhalt.

## Geschichte
Das heutige Rothenförde entstand nach dem Zweiten Weltkrieg. Die verschiedenen Siedlungen bzw. Gehöfte sind ein Ergebnis der 1946 durchgeführten Bodenreform und dem Zwang, Umsiedlern, Vertriebenen bzw. Flüchtlingen eine neue Existenzgrundlage zu geben. Über Generationen zuvor war dieses Rothenförde ein Vorwerk, somit quasi eine Außenstelle der Domäne Athensleben. Die dort reichlich vorhandenen Scheunen wurden in ebendieser Phase geteilt und den sogenannten Neusiedlern inklusive Ackerland zur Nutzung übergeben. Daraus erklärt sich der heutige Charakter dieser Ansiedlung, noch zu erkennen ist dies an der Gebäudeanordnung, den Resten der ehemals völlig geschlossenen Umfriedung durch eine Kalk-Bruchsteinmauer und dem alten Zufahrtsweg zur nicht mehr existierenden Wassermühle und weiter zum Rothenförder Wehr. Diese Gebäude wurden mit der Zeit erneuert und feste Wasser-, Strom- und Gasleitungen wurden in den Ort verlegt. In Rothenförde befinden sich heute acht Gebäude und mehrere kleine Stallgebäude.
Um 1220 hatte Rothenförde eine eigene Kirche und einen Dorfschulzen. Im Dreißigjährigen Krieg wurde die Kirche vernichtet und es gab keinen Dorfschulzen danach. 1885 brannte die alte Mühle von Rothenförde ab, welche als Sitz der Freiwilligen Feuerwehr Löderburg genutzt wurde. 1889 wurde das Wehr von Rothenförde modernisiert und die Mühle wurde wieder errichtet. Das Wehr wurde zur Boderegulierung genutzt, um die Mühle mit der ausreichenden Menge an Wasser zu versorgen. 
In der Zeit des Nationalsozialismus gab es im Ort ein Arbeitserziehungslager, in dem u. a. Erst Hilzheimer inhaftiert war.
In den 1970er Jahren wurde das mächtige Bauwerk der Rothenförder Mühle durch Vandalismus und Baumaterialdiebstahl innerhalb weniger Jahre fast dem Erdboden gleichgemacht. Die Reste wurden dann sicherheitshalber gesprengt und eingeebnet. Nur Ortskundige können noch erahnen, an welchem Platz diese Mühle einst stand.
2014/15 wurde das ursprünglich denkmalgeschützte, westlich von Rothenförde in der Bode gelegene Bodewehr Rothenförde abgerissen und durch einen Ersatzneubau ergänzt. Die Einweihung des neuen Wehrs erfolgte am 9. November 2015.

## Politik
Bis zur Eingemeindung zum 1. März 2003 war Rothenförde Teil der damaligen Gemeinde Löderburg, seitdem ist Rothenförde ein Ortsteil der Stadt Staßfurt. Der Ortschaftsrat Löderburg ist auch für Rothenförde zuständig.

## Wappen
Das Wappen ist identisch mit dem von Löderburg, durch die frühere Gemeindezugehörigkeit.